# Monster in My Pocket
Monster in My Pocket (em português: "Monstro no Meu Bolso") ou simplemente "MMP" é uma franquia de mídia criada por Morrison Entertainment Group, encabeçado por Joe Morrison e John Weems (dois executivos senior na Mattel).
O foco da franquia é em monstros,criaturas legendárias da religião,mitologia, fantasia literária, ficção científica, criptos e outros fenômenos paranormais. Monster in My Pocket produziu cartões, histórias em quadrinhos, livros, brinquedos, um jogo para NES, e um especial animado, incluindo música, roupas, pipas, adesivos, e vários outros itens.